# Lommatzsch
Lommatzsch är en stad i Landkreis Meissen i förbundslandet Sachsen i Tyskland. Staden har cirka 4 700 invånare.